# Il custode del drago
Il custode del drago è un romanzo fantasy del 2009 dell'autrice statunitense Robin Hobb; è il primo capitolo del ciclo dedicato alle Cronache delle giungle della pioggia.
Il custode del drago riprende gli eventi che si erano conclusi con La nave del destino: i serpenti marini da decenni in attesa di risalire il fiume delle giungle della pioggia, dopo aver completato lo stadio di bozzolo finalmente ritornano a vivere sotto forma di draghi anche grazie alla guida del drago Tintaglia e all'opera di dragaggio del Fiume delle Giungle della Pioggia.

## Trama
Per una serie di problematiche legate a un innaturale ciclo vitale, i draghi che emergono dai bozzoli sono malformati sia nel fisico sia nella mente: non hanno accesso completo alla memoria ancestrale della loro razza e non hanno il fisico tipico del drago, presentando una serie di handicap.
Su questa storia di fondo si muovono le sorti dei nuovi protagonisti di questa avventura: Thymara e altri adolescenti, emarginati dalla società in quanto segnati da mutazioni fisiche in modo eccessivo, che firmano un contratto di custodia dei draghi; Alise Kincarron Finbok, moglie di uno stimato giovane mercante di Borgomago ed esperta di rare pergamene su draghi e Antichi, che raggiunge Cassarick per studiare da vicino i draghi; il Capitano Leftrin della nave vivente Tarman e il suo equipaggio, alla guida di una chiatta commerciale fa la spola lungo il fiume delle Giungle della Pioggia, che viene ingaggiato per dare supporto logistico alla spedizione.
Dopo quattro anni dalla loro rinascita, i draghi deformi languono isolati in un pantano nei pressi di Cassarick dove sia il clima sia le caratteristiche del luogo si mostrano sempre più deleterie: nutriti con carcasse di piccoli animali, privati delle calde spiagge assolate e di pianure temperate dove cacciare, abbandonati dal drago Tintaglia, i quattordici draghi finora sopravvissuti escogitano un espediente per convincere i mercanti di Cassarick a farsi affidare un manipolo di custodi e accompagnarli alla ricerca della leggendaria città di Kelsingra.
Il Consiglio dei Mercanti di Cassarick, nonostante la ferma opposizione di Malta Heaven (tramutata in un'Antica e alla fine di una gravidanza), accoglie con favore la richiesta dei draghi riuscendo così a sgravarsi degli oneri economici dell'accudimento dei draghi, sperando nel ritrovamento di una nuova città molto più a nord dell'attuale dove poter ricercare nuovi e strabilianti manufatti magici.
Il giorno stesso della partenza di questa spedizione dove Thyamara e altri undici giovani abitanti delle giungle della pioggia sottoscrivono il contratto di custode, arriva a Cassarick, con lo scopo di studiare da vicino i draghi, l'esperta di rare pergamene sugli antichi Alise Finbok che in maniera quasi fortuita riesce a sottoscrivere anch'ella un contratto che le permette di aggregarsi alla spedizione in qualità di consulente esperto nell'individuazione della fantomatica città Kelsingra, di cui i draghi paiono ricordare vagamente la collocazione.
Il Capitano Leftrin alla guida del Tarman, la chiatta fatta di legno magico che pare celare molti più segreti di quanto non si immagini, accompagna la spedizione e si prende cura di Alise Finbok, scortata dall'onnipresente segretario Sedric, offrendo supporto logistico ai custodi e ai draghi durante la risalita del fiume delle giungle della pioggia fin dove la navigabilità lo permette.
Il libro si conclude poco dopo l'inizio della spedizione verso Kelsingra, rimandando il racconto delle vicende del viaggio al seguito Il rifugio del drago.